# Lex Saenia
 (mars 2023).
Si vous disposez d'ouvrages ou d'articles de référence ou si vous connaissez des sites web de qualité traitant du thème abordé ici, merci de compléter l'article en donnant les références utiles à sa vérifiabilité et en les liant à la section « Notes et références ».
 (mars 2023).
La mise en forme du texte ne suit pas les recommandations de Wikipédia : il faut le « wikifier ».
Les points d'amélioration suivants sont les cas les plus fréquents. Le détail des points à revoir est peut-être précisé sur la page de discussion.
- Les titres sont pré-formatés par le logiciel. Ils ne sont ni en capitales, ni en gras.
- Le texte ne doit pas être écrit en capitales (les noms de famille non plus), ni en gras, ni en italique, ni en « petit »…
- Le gras n'est utilisé que pour surligner le titre de l'article dans l'introduction, une seule fois.
- L'italique est rarement utilisé : mots en langue étrangère, titres d'œuvres, noms de bateaux, etc.
- Les citations ne sont pas en italique mais en corps de texte normal. Elles sont entourées par des guillemets français : « et ».
- Les listes à puces sont à éviter, des paragraphes rédigés étant largement préférés. Les tableaux sont à réserver à la présentation de données structurées (résultats, etc.).
- Les appels de note de bas de page (petits chiffres en exposant, introduits par l'outil «  Source ») sont à placer entre la fin de phrase et le point final[comme ça].
- Les liens internes (vers d'autres articles de Wikipédia) sont à choisir avec parcimonie. Créez des liens vers des articles approfondissant le sujet. Les termes génériques sans rapport avec le sujet sont à éviter, ainsi que les répétitions de liens vers un même terme.
- Les liens externes sont à placer uniquement dans une section « Liens externes », à la fin de l'article. Ces liens sont à choisir avec parcimonie suivant les règles définies. Si un lien sert de source à l'article, son insertion dans le texte est à faire par les notes de bas de page.
- La présentation des références doit suivre les conventions bibliographiques. Il est recommandé d'utiliser les modèles {{Ouvrage}}, {{Chapitre}}, {{Article}}, {{Lien web}} et/ou {{Bibliographie}}. Le mode d'édition visuel peut mettre en forme automatiquement les références.
- Insérer une infobox (cadre d'informations à droite) n'est pas obligatoire pour parachever la mise en page.

Pour une aide détaillée, merci de consulter Aide:Wikification.
Si vous pensez que ces points ont été résolus, vous pouvez retirer ce bandeau et améliorer la mise en forme d'un autre article.
La Lex Saenia est une loi voté en -30 et qui permet à des sénateurs plébéiens d'être adlectio au statut de patriciens.

## Censure de -29
En -29, Octave est censeur avec pour objectif de renouveler les effectifs du sénat. Cette censure lui permet, grâce à la Lex Saenia, de nommé des sénateurs plébéiens au statut de patriciens.

### Liste des plébéiens devenus patriciens en -29
- Caius Asinius Pollio, consul en -40
- Lucius Domitius Aenobarbus, consul en -16.
- Sextus Appuleius, époux d'Octavie.
- Lucius Scribonius Libo, consul en -34.
- Caius Antistius Vetus, consul en -30.
- Lucius Arruntius, consul en -22.
- peur être Lucius Aelius Lamia.

#### Sous Auguste
- Peut être Publius Silius Nerva, consul en -20.

### Entre Auguste et Claude.
Sous le règne de Caligula, son beau-frère Marcus Vinicius est admis parti les patriciens.

## Censure de 47/48
En 47, l'empereur Claude est censeur avec pour collègues Lucius Vitellius[réf. nécessaire].

### Liste des plébéiens devenue patriciens en 48
- Lucius Vitellius, censeur avec Claude.
- Lucius Salvius Othon, consul suffect en 33.
- Titus Sextius Africanus, consul suffect en 59.
- Lucius Vipstanus Pobicola, consul en 48.
- Messalla Vipstanus Gallus, consul suffect en 48.
- Lucius Apronius Caesianus, consul en 39.
- Atilius Valerius Marius Coronius Atticus, préteur
- Caius Hosidius Geta, légat en Bretagne en 43.
- Marcius Macer.
- Tiberius Plautius Silvanus Aelianus, consul suffect en 45.
- Titus Mussidius Pollianus, consul suffect vers 45.
- Lucius Nonius Quinctilianus, augure sous Néron.
- Lucius Licinius (Crassus)
- Quintus Veranius, consul en 49.
- Marcus Helvius Geminus, légat propréteur en Asie sous Néron.
- Peut être Manius Acilius Aviola, consul en 54.
- Peut être Lucius Volusius Saturninus, consul suffect en 3.

## Censure de 73
En 73, l'empereur Vespasien est censeur avec son fils Titus[réf. souhaitée].

### Liste des plébéiens devenue patriciens en 73.
- Publius Calvisius Ruso Iulius Frontinus, consul suffect en 79[réf. nécessaire].
- (Publius) Manilius Vopiscus[réf. nécessaire].
- Marcus Ulpius Traianus, consul suffect en 70[réf. nécessaire].
- Marcus Hirrius Fronto Neratius Pansa, consul suffect vers 73/74[réf. nécessaire].
- Lucius Neratius Marcellus, consul suffect en 95[réf. nécessaire].
- Lucius Pedanius Secundus Pompeius Festus Munatianus, questeur en Asie sous Vespasien[réf. nécessaire].
- Cnaeus Pedanius Fuscus Salinator, consul suffect vers 84[réf. nécessaire].
- Gnaeus Pinarius Cornelius, père du consul suffect de 112[réf. nécessaire].
- Marcus Vettius Bolanus, consul suffect en 66[1],[2].